# Ingall
Ingall è un comune rurale del Niger facente parte del dipartimento di Tchirozerine nella regione di Agadez, con una popolazione media annua di meno di 500 abitanti.
Noto per la sua oasi e la salina, Ingall è il punto di ritrovo per il festival dei pastori nomadi (Cure Salee) tuareg e wodaabe in cui si celebra la fine della stagione delle piogge nel mese di settembre. Durante il festival, la popolazione di Ingall cresce fino a diverse migliaia di nomadi, funzionari e turisti. A partire dal 2011 il comune aveva una popolazione totale di 47.170 persone.
Ingall fu una tappa sulle strade principali tra la capitale del Niger, Niamey (600 km a sud-ovest), e la città mineraria di Arlit (200 km a nord est 150 km dal confine algerino), o la capitale della provincia Agadez (100 km a est). Nel 1970, la strada principale utilizzata per trasportare l'uranio dalle miniere di proprietà francese ad Arlit fu ripavimentata, ma evitando Ingall, terminando il suo utilizzo come stazione di posta. Da allora, la sua popolazione è scesa da quasi 5.000 abitanti a meno di 500.
Durante l'insurrezione dei tuareg degli anni 1990, Ingall fu una roccaforte delle forze armate del Niger; quando la pace fu ristabilita nel 2000, il vecchio forte fu abbandonato.

## Dinosauri
Ingall è conosciuta dagli stranieri anche per i suoi scavi Paleontologici in particolare per i ritrovamenti fossili di Jobaria ed i ritrovamenti di foreste fossili vecchie di 135 milioni di anni.